# Rocket Gibraltar
Rocket Gibraltar (titulada Cohete de Gibraltar en Hispanoamérica y El cohete de Gibraltar en España) es una película estadounidense de 1988 dirigida por Daniel Petrie. Fue protagonizada por Burt Lancaster, Macaulay Culkin, Suzy Amis, Patricia Clarkson, Kevin Spacey, Bill Pullman, Angela Goethals y Danny Corkill. Distribuida por Columbia Pictures, la película se estrenó el 2 de septiembre de 1988 en Estados Unidos. 

## Sinopsis
Para celebrar el 77 cumpleaños de Levi Rockwell (Burt Lancaster), sus cuatro hijos, yernos, nueras y nietos se reúnen en su casa familiar de Long Island. Allí nace una entrañable relación entre Levi y su nieto Cy Blue (Macaulay Culkin). Cuando le preguntan al patriarca sobre el regalo de cumpleaños que desea, sorprende a sus nietos contestando que lo quiere que en el día de su muerte le preparen un funeral vikingo.

## Reparto
- Burt Lancaster - Levi Rockwell
- Macaulay Culkin - Cy Blue Black
- Suzy Amis - Aggie Rockwell
- Patricia Clarkson - Rose Black
- Kevin Spacey - Dwayne Hanson
- Bill Pullman - Crow Black
- Angela Goethals - Dawn Black
- Danny Corkill - Kane Rockwell

- Datos: Q963948